# Rdestnica połyskująca
Rdestnica połyskująca (Potamogeton lucens L.) – gatunek byliny z rodziny rdestnicowatych (Potamogetonaceae). Zasięg gatunku obejmuje Eurazję, północną Afrykę i Madagaskar. W Polsce na niżu jest rośliną rozpowszechnioną. Rośnie w jeziorach i starorzeczach na głębokości od 1 do 4 m. 

## Morfologia
PokrójZimozielony hydrofit o  pędach zanurzonych i pływających z liśćmi.
LiścieLśniące, prześwitujące, owalne długości do 20 cm.
KwiatyKłosokształtne wystają ponad powierzchnię wody. Kwitnie od czerwca do sierpnia.

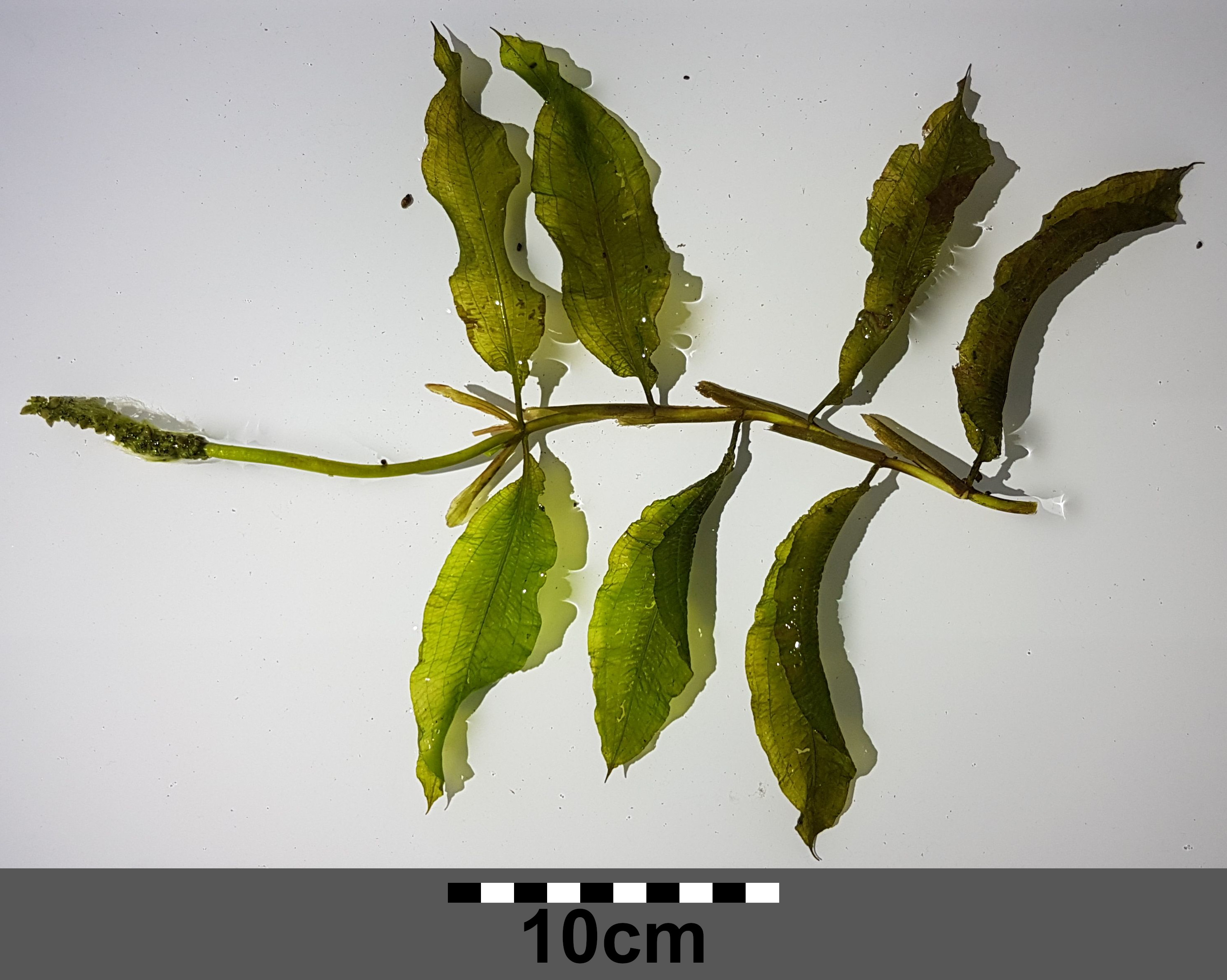
Pokrój
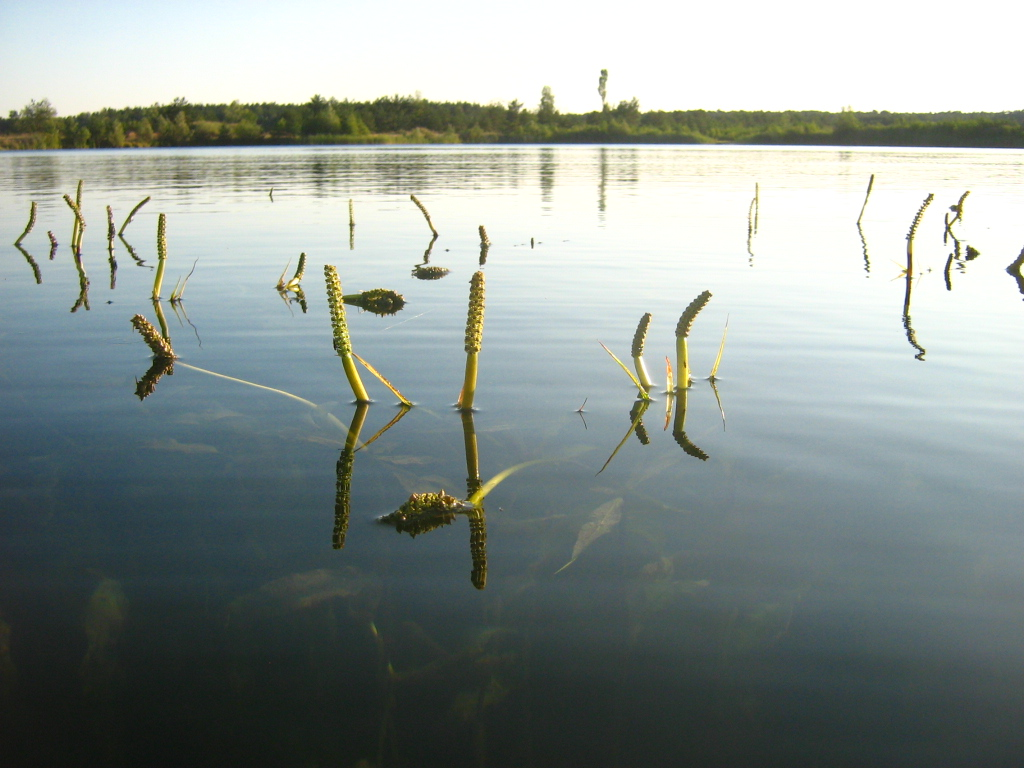
Kwiatostany
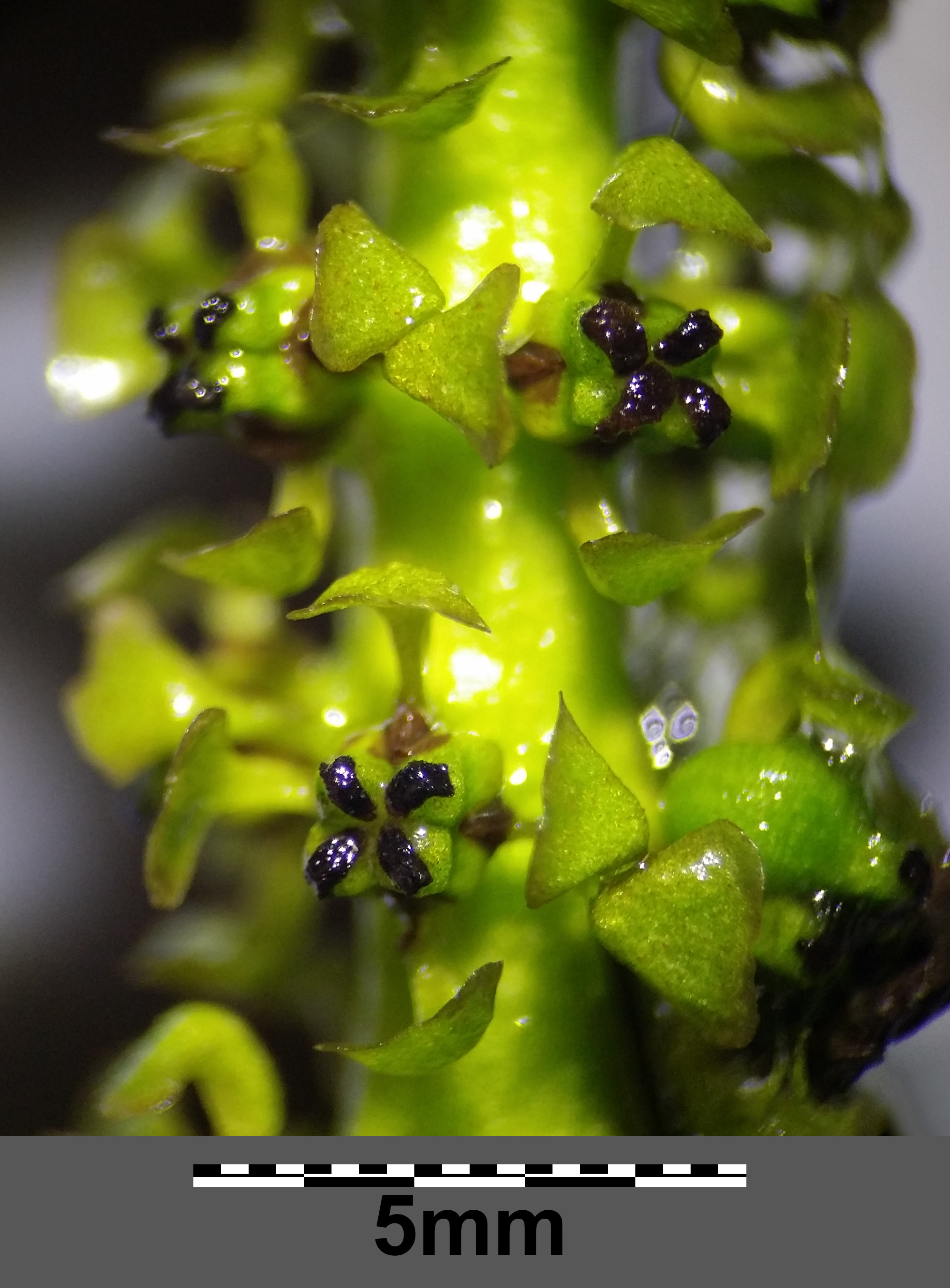
Kwiaty
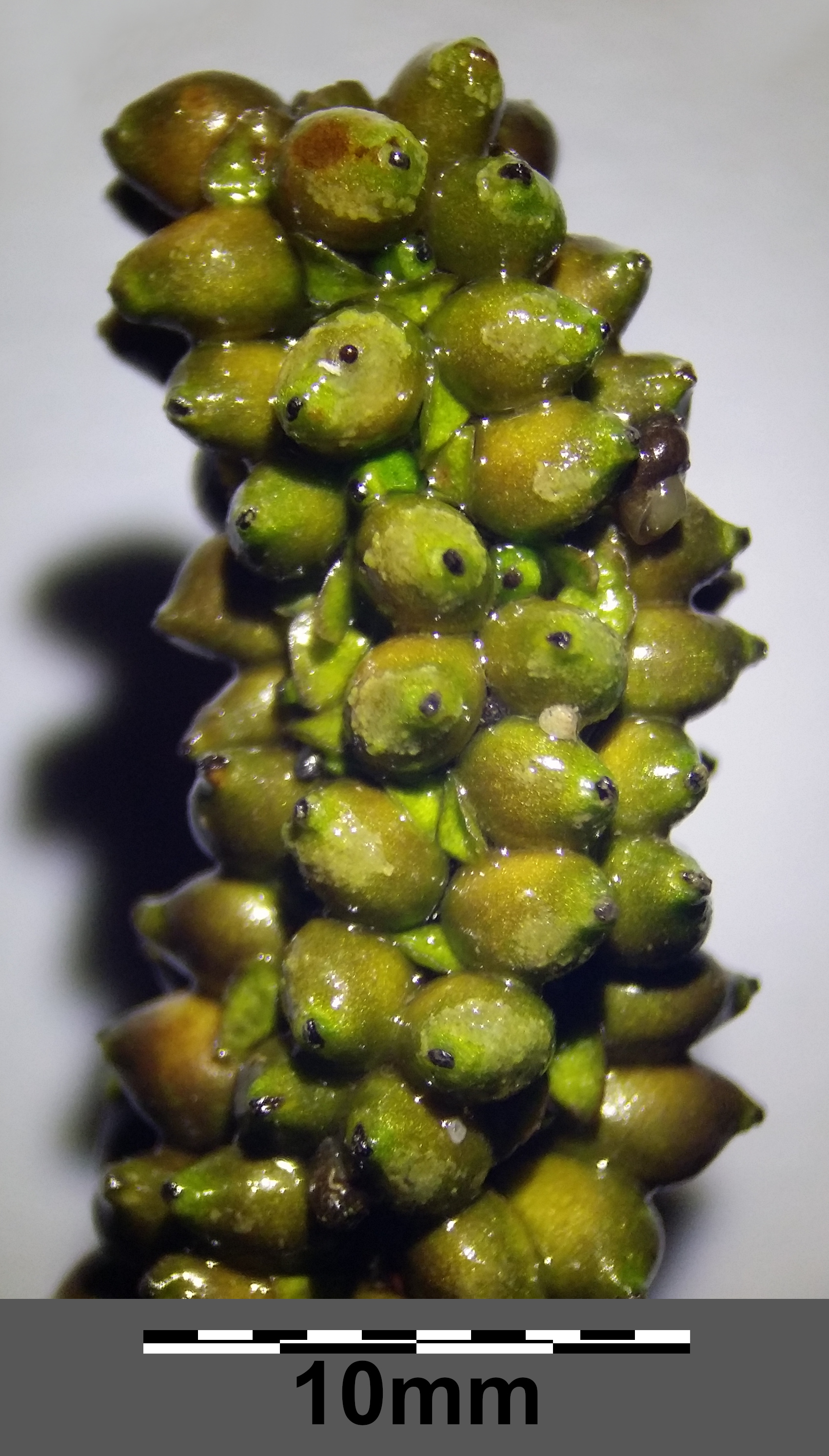
Owoce
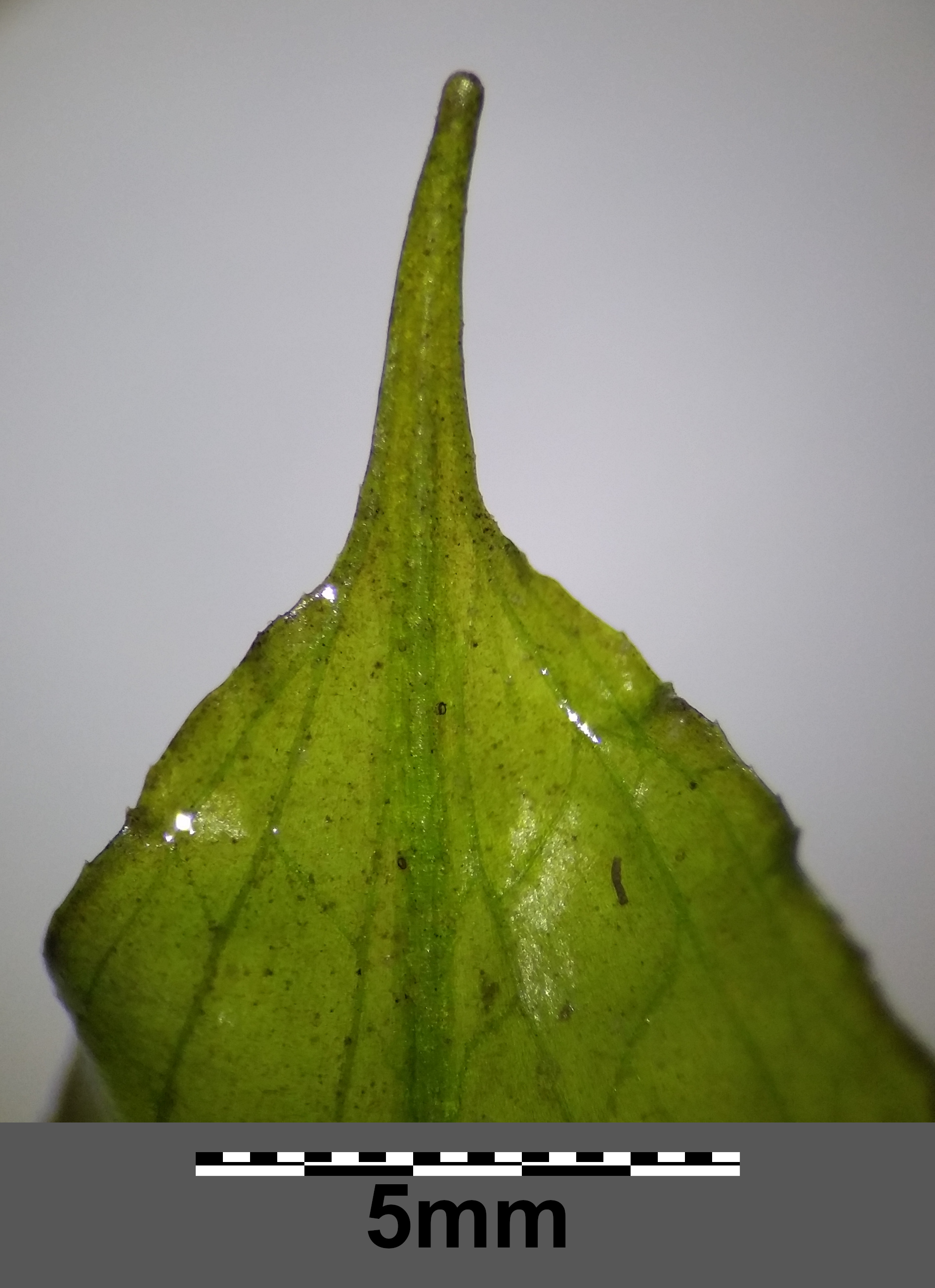
Wierzchołek liścia

## Zastosowanie
- Roślina uprawna: stosowana w oczkach wodnych.